# 時光大盜 (電視劇)
《時光大盜》（英語：Time Bandits），是一部美國奇幻冒險電視劇，改編自泰瑞·吉連的1981年科幻電影《時光大盜》，該劇於2024年7月24日在Apple TV+首播。。

## 劇情
故事環繞一場盜賊團伙的穿越時空之旅，當中包括一名新加入的11歲歷史迷。

## 演員
- 麗莎·庫卓 飾演 佩內洛普
- 卡爾-埃爾·塔克（Kal-El Tuck） 飾演 凱文（Kevin）
- 查琳·易（英语：Charlyne Yi） 飾演 朱蒂（Judy）
- 塔夫·墨菲（Tadhg Murphy） 飾演 奧迪（Alto）
- 羅傑·恩森吉容（英语：Roger Nsengiyumva） 飾演 維傑特（Widgit）
- 魯恩·坦迪 飾演 比特歷（Bittelig）
- 基耶拉·湯普森（Kiera Thompson） 飾演 莎逢（Saffron）
- 瑞秋·豪斯（英语：Rachel House (actress)） 飾演 菲亞娜（Fianna）

## 製作
2018年7月，Apple TV計劃將泰瑞·吉連的1981年科幻電影《時光大盜》翻拍成電視劇，並由吉連擔任執行製作人 。翌年3月，塔伊加·維迪提宣佈加入創作團隊，並將會擔任試播集的導演和編劇。維迪提透露該劇將會有十集，而伊恩·莫里斯和傑梅奈·克萊門特會為後續集數撰寫劇本。麗莎·庫卓亦宣佈將會主演該劇。
主體拍攝於2022年末在紐西蘭開始，並在翌年初殺青。劇組於2022年10月起開始在惠灵顿拍攝，以模仿1920年代的紐約。

## 外部連結
- 互联网电影数据库（IMDb）上《時光大盜》的资料（英文）